# Tavolara

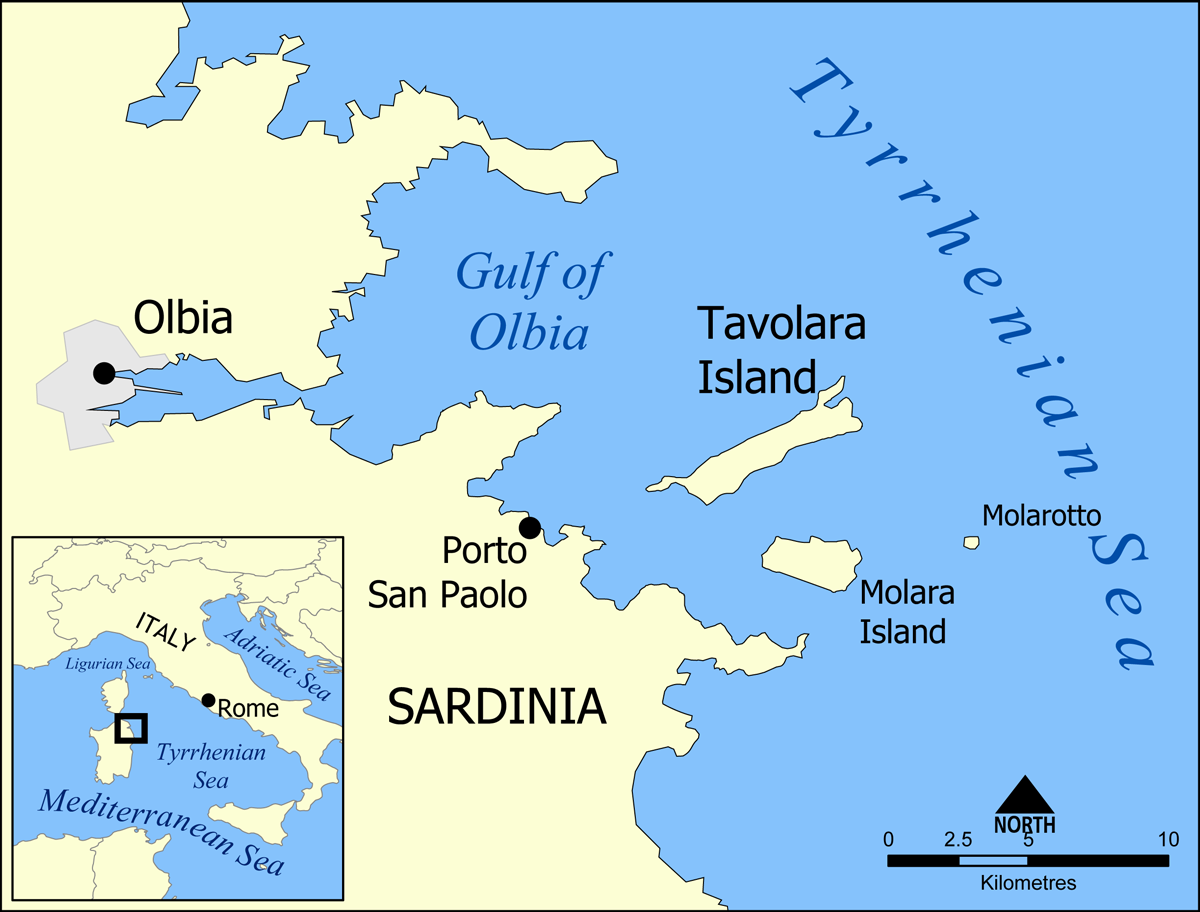
Mapa de Tavolara

Tavolara és una petita illa italiana, de 5,9 km² i menys de 100 habitants, situada a la costa nord de Sardenya dins la província de Sàsser. Tavolara va ser un dels més petits regnes del món, actualment forma part d'Itàlia malgrat que mai hi ha estat annexada formalment.

## Geografia

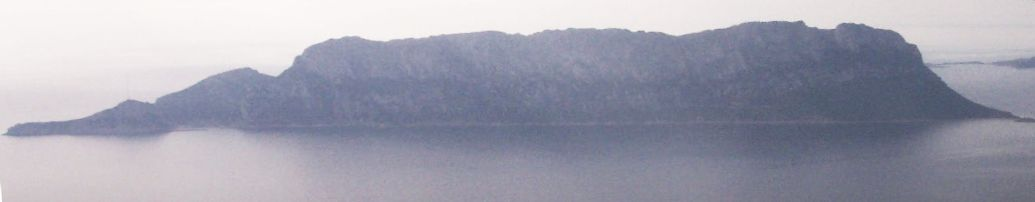
Illa de Tavolara.

L'illa és un massís de pedra calcària de 5 km de llargada i 1 km d'amplada, amb penya-segats excepte als seus extrems. El seu punt més alt és aa 565 m sobre el nivell del mar. Actualment, l'illa està habitada per unes poques famílies i només té un restaurant.
Les molt properes petites illes de Molara i de Molarotto formen part de l'arxipèlag de Tavolara.
El 1962 s'hi va construir una estació radiogoniomètrica de l'OTAN cosa que va provocar el desplaçament de gran part de la seva població. També hi ha el VLF-transmisor ICV, per a transmetre missatges als submarins.

## Història

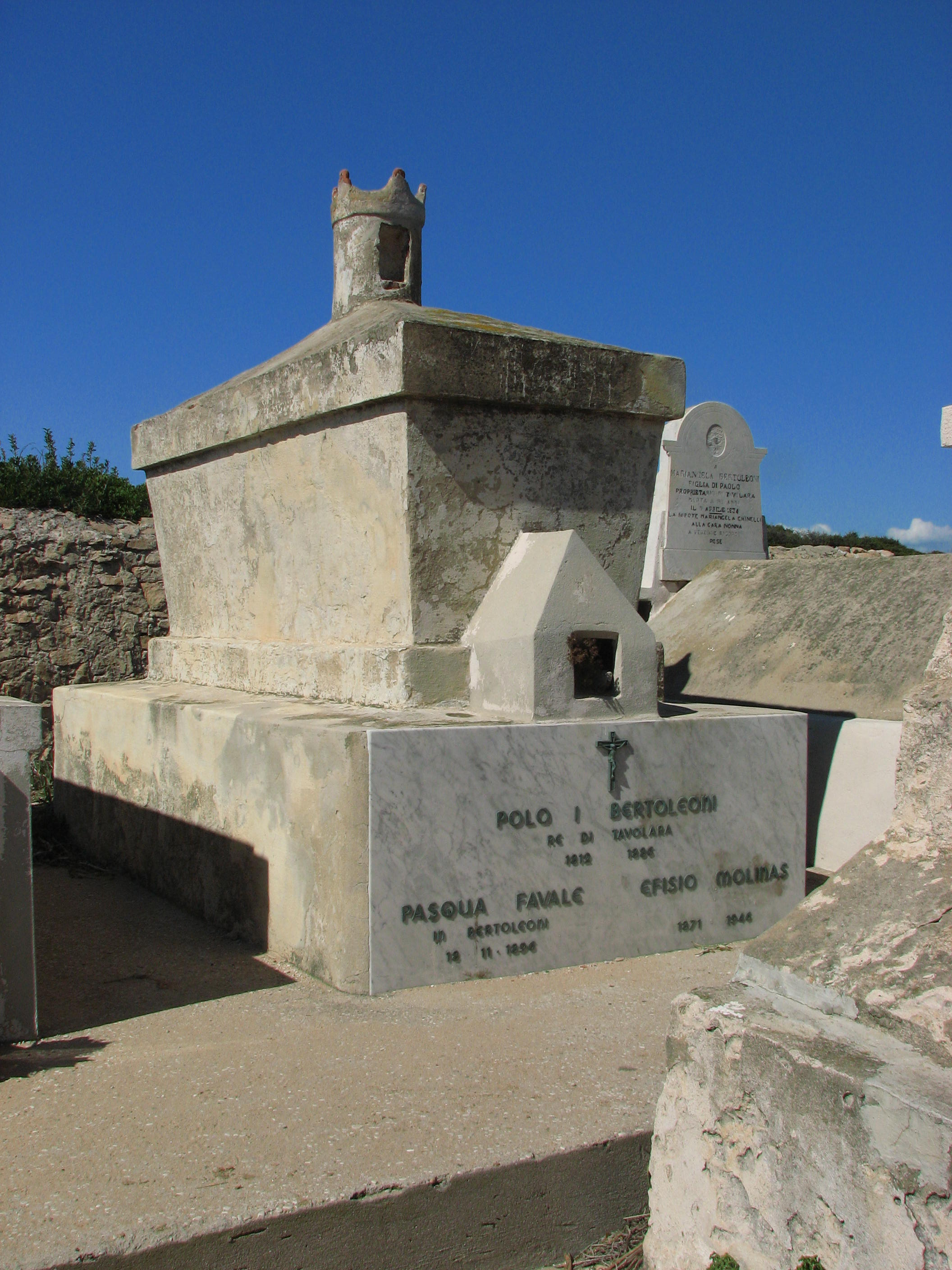
Tomba Rieal a Tavolara.

Aquesta illa era coneguda en l'antigor amb el nom d'Hermea. Segons la tradició, hi morí el Papa San Poncià el 235.
Circula la llegenda que Tavolara ha estat recentment un regne. Segons aquesta, el 1836, el rei Carles Albert de Sardenya visità l'illa i la va reconèixer com a Regne sobirà amb Giuseppe Bertoleoni com el seu Rei. Tavolara no va ser inclosa en la unificació italiana. Després de la mort del rei de Tavolara Paolo el 1886, l'illa es va convertir en una república. La sobirania de Tavolara va ser reconfirmada el 1903, quan Víctor Manuel III d'Itàlia va signar un tractat d'amistat. La monarquia, tanmateix, va ser reinstaurada a la primera dècada del segle xx.